# التاريخ السري
التاريخ السري هي أول رواية للكاتبة الأمريكية دونا تارت، نُشرت من قبل ألفريد كنوبف في سبتمبر 1992. تقع أحداث الرواية في نيو إنجلاند، وتحكي قصة مجموعة مترابطة من ستة طلاب كلاسيكيين في كلية هامبدن، وهي كلية صغيرة للفنون الليبرالية النخبوية تقع في فيرمونت ومقرها كلية بينينغتون، كتبت الرواية عندما كانت تارت طالبة بين عامي 1982 و1986.
التاريخ السري هي قصة بوليسية يرويها أحد الطلاب الستة، ريتشارد بابن، الذي يفكر بعد سنوات في الموقف الذي أدى إلى مقتل صديقهم إدموند "باني" كوركوران - حيث بُكشف عن الأحداث التي أدت إلى القتل بالتتابع. تستكشف الرواية الظروف والآثار الدائمة لوفاة باني والذي كان جزء من مجموعة معزولة أكاديميًا واجتماعيًا من طلاب الكلاسيكيات.
كان عنوان الرواية في الأصل إله الأوهام، وقد صممت الطبعة الأولى بغلاف مقوى من قبل مصممي الجرافيك في مدينة نيويورك تشيب كيد وباربرا دي وايلد. قُدم 75000 طلب طباعة للطبعة الأولى (على عكس الطلب المعتاد البالغ 10000 طلب للرواية الأولى) وأصبح الكتاب من أكثر الكتب مبيعًا. ومنذ ذلك الحين، يُنسب إلى الكتاب أنه يروج لنمو النوع الفرعي الأدبي الأكاديمي المظلم. 